# GIP-5101
La GIP-5101 és una carretera actualment gestionada per la Generalitat de Catalunya. La GI correspon a la demarcació de Girona, i la P al seu antic caràcter provincial. Té l'origen en el poble de Vilarig, des d'on surt cap al sud-est. En 2,5 quilòmetres passa pel costat de llevant del poble de Cistella, des d'on continua cap al sud, per anar-se decantant progressivament cap al sud-est i encara, després, cap a l'est. En 6,5 quilòmetres passa pel Raval de la Carretera, del poble de Vilanant, al cap de quasi 500 metres per les Cases Noves, i en dos quilòmetres més arriba a Avinyonet de Puigventós, poble que travessa del nord-oest al sud-est. Acaba el seu recorregut a la carretera N-260, en el terme d'Avinyonet de Puigventós, a prop i a llevant del Pont d'Avinyonet, en el veïnat de Santa Eugènia.